# Leucania usta
Leucania usta är en fjärilsart som beskrevs av George Francis Hampson 1902. Leucania usta ingår i släktet Leucania och familjen nattflyn. Inga underarter finns listade i Catalogue of Life.